# 黒猫エース
『黒猫エース』（くろねこエース）は、きょうこりんによる日本の漫画作品。2007年から2016年にかけて、『ねこぱんち』（少年画報社）に不定期に掲載された。話数の表記は「第○戦」。

## 概要
野良の黒猫エースが旅をしながら、旅先で出会った猫たちに様々な形で影響を与えてゆく。
単行本は一部のエピソードが未収録のまま4巻で一応完結となった。その後も不定期に新エピソードが発表されている。

## 初出リスト
第15戦までの副題は初出時にはなく、後の再掲載や単行本化の際に付けられている。第16戦以降は初出時から副題が付けられるようになった。
※話数は単行本に準じ、初出時と異なる場合は備考として初出時の話数を付記する。初出時は「怪物篇」と「赤眼篇・第1話」がどちらも第28戦になっており、「カワウソ様篇」が番外戦になっていたため、本編は全38話だが話数の表記は第36戦までとなっている。
| 話数            | 初出                                          | 副題               | 備考                                         |
| --------------- | --------------------------------------------- | ------------------ | -------------------------------------------- |
| 第1戦           | 4号（2007年）                                 | 運命の出逢い篇     |                                              |
| 第2戦 - 第4戦   | 12号 - 14号（2007年）                         | 運命の出逢い篇     |                                              |
| 第5戦           | 17号（2008年）                                | 運命の出逢い篇     |                                              |
| 第6戦           | 20号（2008年）                                | 運命の出逢い篇     |                                              |
| 第7戦 - 第10戦  | 28号（2008年） - 31号（2009年）               | 運命の出逢い篇     |                                              |
| 外伝（第11戦）  | 38号（2009年）                                | 運命の出逢い篇     | 初出時のタイトルは「黒猫エース外伝」         |
| 第12戦 - 第15戦 | 42号 - 45号（2010年）                         | ルビーと陽炎一家篇 | 『キラキラねこぱんち』No.5（2010年）に再掲載 |
| 第16戦          | 61号（2011年）                                | 恋する女子高生篇   | 初出時は第22戦                               |
| 第17戦 - 21戦   | 52号（2010年） - 56号（2011年）               | 寒風!猫屋島篇      | 初出時は第16戦 - 第20戦                      |
| 番外編          | 57号（2011年）                                | おまけの黒猫エース |                                              |
| 第22戦          | 59号（2011年）                                | 猫神篇             | 初出時は第21戦                               |
| 第23戦 - 第27戦 | 82号 - 86号（2013年）                         | 赤眼篇             | 初出時は第28戦 - 第32戦                      |
| 第28戦          | ねこぱんち五周年記念 くろねこぱんち（2011年） | 少年と猫師匠篇     | 初出時は第23戦                               |
| 第29戦          | 世にも奇妙なねこぱんち2013（2013年）          | カワウソ様篇       | 初出時は番外戦                               |

以下、単行本未収録。
| 話数（初出時）  | 初出                             | 副題                | 備考                                          |
| --------------- | -------------------------------- | ------------------- | --------------------------------------------- |
| 第24戦 - 第27戦 | 65号 - 68号（2012年）            | 湯の里金猫銀猫篇    | 『くろねこぱんち '16 BEST』（2016年）に再掲載 |
| 第28戦          | 世にも奇妙なねこぱんち（2012年） | 怪物篇              |                                               |
| 番外編第2弾     | 72号（2012年）                   | おまけ 黒猫エース   |                                               |
| 第33戦          | 94号（2014年）                   | 雨上がりの町で篇    | 副題は目次ページにのみ記載                    |
| 第34戦          | 100号（2014年）                  | 初冬の海猫編        | ねこぱんち100号記念企画                       |
| 第35戦          | 103号（2015年）                  | ちびエース編        | 特別企画「ちびワルにゃん」より                |
| 第36戦          | 115号（2016年）                  | 絶体絶命!黒い稲妻篇 |                                               |

補足
- 第1戦 - 外伝（第11戦）の副題は、ねこぱんちコミックスに収録される際に付けられた。
- 第12戦 - 第15戦の副題は、再掲載の際に付けられた。
- 「篇」「編」の表記は、単行本収録分は単行本に、未収録分は初出に準ずる。
- 番外編はエースたちが擬人化した姿で登場する。擬人化で登場したのはエース、ふう、ミケオ、リュータ、ルビー（ジュリア）、レン、釣丸&ルアー、ナナ、伝佐、長老。

## 主なキャラクター
エース
「黒い稲妻」「ブラックエース」の異名を持つ、野良猫たちの間では有名な黒猫。首周りの毛が白いカラーのようになっており、右目には傷跡がある（幼少時には無かった）。年齢は「オッサン」だが、それを指摘されると怒る。人間からは「クロ」と呼ばれることが多い。
ある町の野良猫たちの群のボスだったが、対立する群「ねこじゃらし」の策略に乗せられた仲間たちにボスの座を追われ、一時期は自分を助けた少年の家にいたが、第2戦ではすでに旅に出ている。
かつて母親を人間に連れ去られ、自身も人間に追われていたため、人間を嫌っている。しかし、自分を助けてくれた人間に対しては感謝の意を表す、自分と関わった猫の飼い主を間接的に助ける、野良の世界では生きていくのが難しいと思われる猫には飼い猫になることを勧めるなど、ある程度は人間のことを認めている模様。番外編ではミケオに「人間嫌いのクセに（人間に）詳しい」と言われている。面倒見がよく、本音とは裏腹に強がるなどツンデレの一面もある。たこ焼きに反応する。毛を逆立てた威力は着せられた服を一瞬でブチ破るほど強い。誰かに食事に誘われると腹の虫が鳴る。
ハヤやカワウソ様など、他の者には見えないものが見える。そのため、イタコではないかと言われたこともあるが、本人は否定している。
外伝では、ジャックと銀の会話の中に名前とイメージカットのみ登場している。
番外編では擬人化はしているが、第1弾では常に顔が隠れており、第2弾でようやく顔が描かれた。リュータや雌猫たちにはすごくイケメンだと好評価を得ているが、本人は「人間のどこがいいんだよ」と嫌悪している。よほど不満があったのか、単行本第4巻のあとがきでは第2弾が未収録になった理由を「自分が編集長に収録しないように言った」と語っている。
ケン
第1戦に登場。
エースの群の一員だったが、「ねこじゃらし」の策略に乗せられてエースを追い出し、自分がボスになる。しかし「ねこじゃらし」との抗争になり、苦戦を強いられたところをエースに助けられた。その後自分の力不足を認めてエースに戻ってくるよう頼むが、仲間たちからの人望はあったため、エースに新たなボスとして正式に認められた。
ふう
第2戦 - 第3戦に登場。
野良猫になって間もなく、狩りも満足に出来ないため、エースに呆れられつつ面倒を見てもらうことになるが、人間を頼る癖が抜けない。野良猫になった理由は、エースには「人間に捨てられた」と思われているが、本人は「自分が迷子になっただけ」と語っており、結局この真相は不明のまま。最終的には自分を助けてくれた少年の家で飼われることになる。
番外編での擬人化はメガネと本を持っている（ふう曰く、飼い主から貰ったもので、飾り）。
ミケオ
第4戦、第17戦に登場。
野良猫だが、太っているため動きが鈍く、他の猫に餌を奪われることもしばしば。メグミという人間を慕っており、彼女の最大の理解者でもある。臆病な性格にコンプレックスを抱きながらもそれを克服することを諦めていたが、エースが一芝居打ったことで勇気を見せる。「〜ッス」が口癖。
番外編での擬人化は紙袋を持っており、メグミにネズミやカエルをプレゼントしようとするが、エースからは野花の方がいいと言われた。
プリラ
第5戦に登場。
野良猫に襲われかけたところをエースに助けられ、恩返しをしようとエースにアピールし続ける。エースには冷たくあしらわれていたが、エースの旅立ちを見送る約束をすることに成功する。しかしその晩、飼い主が戸締りをして出かけたため、見送りに行けなくなってしまう…。
ジャック（仔猫）
第6戦、外伝に登場。
まだ子供であるため力不足で、大人の野良猫たちに苛められても勝てないことを悔しがっていた。しかし、エースとの特訓を経て、額に傷を負いながらも野良猫たちに勝利する。名前がなかったため「チビ」と呼ばれていたが、エースとの別れ際に、額に残った一文字の傷跡とエースの昔の親友の名前から「一文字のジャック」と名付けられた。母親を人間に連れ去られたため人間嫌いという、エースに似た境遇の持ち主。
外伝では、幼い猫を守ってカラスと戦っていた際に銀と出会う。相変わらず人間嫌いだが、毒団子を食べてしまい動けなくなったところを銀の飼い主に助けられ、人間に対する意識をわずかながら改めた。
ロッキー
第8戦に登場。
飼い猫だが、エースと出会う半年前までは野良猫だったため、ケンカに強い。事故に遭った自分を助けてくれた哲也に心を開き、哲也のことでエースに相談に乗ってもらおうとする。
モモ
第9戦に登場。
年老いた飼い猫。自分の死期を知っており、自分がいなくなった後の飼い主のことを心配している。
銀
第9戦 - 第10戦、外伝に登場。
オッドアイの飼い猫。高価な種らしい。右目は普段は閉ざされているが、開くと視界に入った者の運命を見ることが出来る。そのため他者の死期を知ることも可能で、死期が近い者の後ろには黒い渦が見える。モモに死期を伝えたのも彼である。
「運命は変えられない」と思っていたが、自分の飼い主が病気で倒れた時、黒い渦が見えたにもかかわらずエースの機転で飼い主が一命を取り留めることになり、運命を変えられる可能性を信じるようになる。
外伝では、カラスと戦っていたジャックに加勢する。
イチ
外伝に登場。
カラスに襲われていたところをジャックと銀に助けられた。その後銀の飼い主に引き取られ、銀に「イチ」と名付けられる。
リュータ
第12戦 - 第13戦、第15戦に登場。
エースにジュリア（ルビー）のことを教え、弟分にしてもらおうとする。
以前は飼い猫だったが、火事で家を失い、飼い主と離れ離れになり、野良猫になっていた。ジュリア（ルビー）を探している最中、飼い主の気配がしたのかと駆け寄った矢先にトラックに轢かれる。その後一命は取り留めて、ジュリア（ルビー）の元飼い主に飼われる。
ジュリア（ルビー）
第14戦 - 第15戦、第23戦 - 27戦に登場。
エースの昔の仲間。首に白い十文字の柄が特徴。その当時はルビーと呼ばれていた。第12戦ではジュリアという名で存在が語られているが、名前が以前と違っていたため、当初エースは「ルビー」と「ジュリア」を結び付けて考えられなかった。毛の色がエースに似ているため、エースが間違われたこともある。
メス猫だが、オス猫に負けないくらい喧嘩が強い。エースとは別ルートで赤眼猫を探しており、一時的に人間の世話になっていたこともあるが、エースとの再会後、旅を再開した。
レン
第17戦に登場。
ミケオが住む街の先代ボスの忘れ形見。メグミの友人・ヨシエを慕っており、ミケオからも「虫も殺せないほど優しい」と言われるなど野良猫生活には向いていないのだが、周囲の期待に応えようと必死になっていた。最終的にはヨシエに飼われることになる。
釣丸、ルアー
第18戦 -第19戦、第21戦に登場。
猫屋島と呼ばれる島の漁師に飼われている双子の猫。ルアーが姉、釣丸が弟。カラスとの抗争に力を貸してもらうため、エースを猫屋島に連れてゆく。島では幼い猫たちの面倒を見ている。
ナナ
第19戦、第21戦に登場。
猫屋島に住む雌猫。首にバンダナを巻いている。3匹の子猫たちを育てている。釣丸に好意を抱かれている。
三太
第18戦 - 第21戦に登場。
釣丸とルアーと共に飼われている犬。元は捨て犬で、黒猫に面倒を見てもらったことがあるため、エースを慕っている。普段はエースに甘えて迷惑がられているが、いざという時には身を呈してエースを助ける。人間はもちろん、猫やカラスと会話が不可能。
伝佐
第19戦 - 第21戦に登場。
猫屋島のカラス。頭にメッシュのようなものがある（番外編での擬人化も頭上にメッシュを入れていた）。猫たちと餌の奪い合いから抗争に発展し、猫の子をさらうなど荒っぽいことをしていたが、エースとの対決を経て和解。餌の取り合いはなくなったわけではないが、作中では描かれなくなり、普段は気さくな一面を見せる。
長老
第20戦 - 第21戦に登場。
猫屋島の老猫。エースと伝佐に赤眼猫の話を伝えるが、その話は自ら「大幅に脚色した」と言うだけあって信憑性に欠けた大袈裟な内容になっており、伝佐を呆れさせた。
ハヤ
第22戦に登場。
神社に住みついている猫だが、神社には何匹もの猫が集まっているにもかかわらず、その存在はエースにしか気付かれていない。
その正体は神社に祀られている神。跡取りの一馬が信仰心を失くしていたため力を失っていたが、強盗事件に巻き込まれ追いつめられた一馬が神（つまり自分）に助けを求めたことから力を取り戻す。一馬が信仰心を失くしたのは自分の力不足も原因であるため、そのことを悔やんでいた。
「普通の猫として一馬に甘えたい」という願望がある。単行本書き下ろしの短編ではエースに憑依してその願望を叶えるが、エースには迷惑がられていた。
小太郎
第24戦（初出時）に登場。
一人暮らしのお婆ちゃんに飼われている黒猫の子猫。エースに彼の身代わりになってほしいと頼んだ。そしてエースは可愛い服を着せられたり、その格好をポチという飼い犬にダサいと笑われるという、エースにとって人生最大の屈辱を味わってしまった。赤眼猫の情報を聞いたことがある。
アウディ
第24戦（初出時）に登場。
ペンダントのような首輪をしている、エースにちょっと似た白猫。
銀狼
第25戦 - 第27戦（初出時）、第23戦 - 第27戦（単行本）に登場。
単行本第4巻のあとがきでは、自分たちの初登場エピソードである「湯の里金猫銀猫篇」や自分たちが擬人化した番外編第2弾が未収録になったことに不満を述べている。
金狼

銀狼の兄。
ジャック
第26戦 - 第27戦に登場。第24戦 - 第25戦には回想で登場したほか、第6戦でその存在が語られている。
エースの親友。前述のように、「運命の出逢い篇」に登場した仔猫のジャックとは別の猫である。
赤眼猫に殺されたと思われていたが実は生き延びており、独自に赤眼猫を追っていた。
ナイト
第24戦 - 第25戦に回想で登場。
エースたちの昔の仲間。ジャックが赤眼猫に襲われた際、「自分たちでは勝てない」との判断から、全滅を避けるためにやむを得ずルビーと傷付いたエースと共に逃走した。
現在パートには登場しておらず、現在の動向は不明。
キング（K）／赤眼猫
第27戦に登場。第24戦 - 第25戦には回想で登場したほか、存在自体は第14戦以降たびたび言及されている。
エースとジュリア（ルビー）が探している猫。
Kの方が普段の人格で、「白金のキング」の異名を持つ。エース、ジュリア（ルビー）、ジャックの保護者的存在の白猫。当初名前が無かったエースに‘黒猫のエース’と名付けた。しかし夜になると赤眼猫の人格が覚醒し、他の猫を襲っていた。それを目撃したエースたちに襲いかかり（エースの目の傷はこの時に出来たもの）、その後姿を消したが、赤眼猫としての存在は各地で伝説になっている。
エースたちを襲った際にジャックを殺したと思われていたが実は殺しておらず、Kの人格を取り戻した際にジャックに「赤眼猫を抑えられなくなっている」と語り、成長したら赤眼猫を倒すよう頼んでいた。
赤眼猫の正体は怨念で、Kに憑りついていたが、エースたちの戦いによって、ジャックに憑りついた。
にせエース
第33戦に登場。
ブラックエースを名乗り、手下たちと共に街中の猫に乱暴をしていた。しかしその姿は妙にプリティで、対峙した本物のエースは微妙な表情を浮かべて目をそらしてしまった。
手下たちの言葉によると見た目とは裏腹に強いらしいのだが、本物のエースには1撃で敗北した。
人間
人間嫌いのエースだが、たびたび人間と関わっている。特に第2戦 - 第3戦で出会った少年は印象深かったらしく、第8戦での回想にも登場した。

## 単行本
- ねこぱんちP（ピュア）黒猫エース 2009年11月24日発売 ISBN 978-4-7859-3271-8（コンビニコミック、第1戦 - 第10戦と作者の別作品『猫町のナル』を収録）
- ねこぱんちコミックス

1. 運命の出逢い篇 2011年2月14日発売 ISBN 978-4-7859-3569-6（第1戦 - 第8戦を収録）
2. 運命の出逢い篇〜黒い渦〜／ルビーと陽炎一家篇／恋する女子高生篇 2013年6月17日発売 ISBN 978-4-7859-5067-5（第9戦 - 第16戦を収録）
3. 寒風!猫屋島篇／猫神篇 2013年9月18日発売 ISBN 978-4-7859-5123-8（第17戦 - 第22戦、『おまけの黒猫エース』『猫町のナル』、書き下ろし『猫神ハヤさんの小さな願望』を収録）
4. 赤眼篇／少年と猫師匠篇／カワウソ様篇 2014年6月16日発売 ISBN 978-4-7859-5315-7（第23戦 - 第29戦、書き下ろしのあとがきを収録）

## その他
『ねこぱんち五周年記念 くろねこぱんち』に掲載された『しょぼにゃん』（作：きっか）の番外編『くろねこしょぼにゃん』にて、作中のテレビにエースらしき猫が映っている。